# Cape Times

Cape Times est un quotidien national sud-africain de langue anglaise publié au Cap depuis 1876. Propriété de Independent News and Media, diffusé à 48 000 exemplaires, il revendique 250 000 lecteurs quotidiens. Il est le second journal le plus lu du Cap, après Cape Argus son principal concurrent.
Fondé par Frederick York St Leger, un immigré irlandais, il était destiné à l'origine à un lectorat populaire et ouvrier. 
Journal local d'opinion libérale, il aborde les questions nationales et internationales. Son lectorat est principalement celui des blancs de langue anglaise et des métis du Cap, issus de la classe moyenne.
Cape Times est l'une des tribunes favorites pour les chercheurs de l'université du Cap désirant présenter les résultats de leurs recherches ou leur analyse sur des sujets d'actualités. 

## Contributeurs
- Hermann Giliomee